# Port de Nida
Le port de Nida est un port de la Baltique dans la ville de Nida en Lituanie.  
Le port est situé sur l'Isthme de Courlande.

## Activités
Le port de Nida est utilisé tant pour la pêche que pour le transport de passagers.

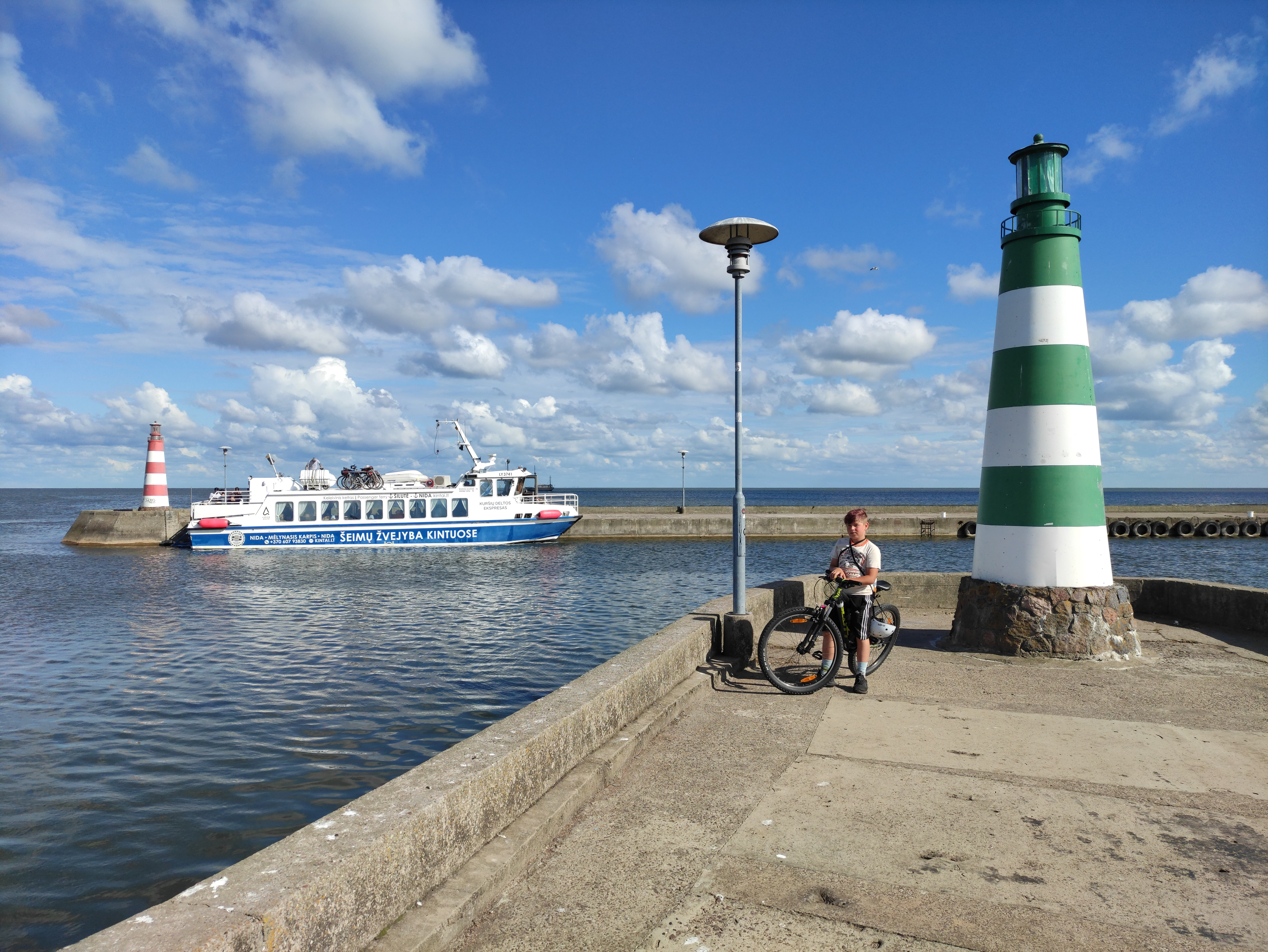
Le port avec un phare.
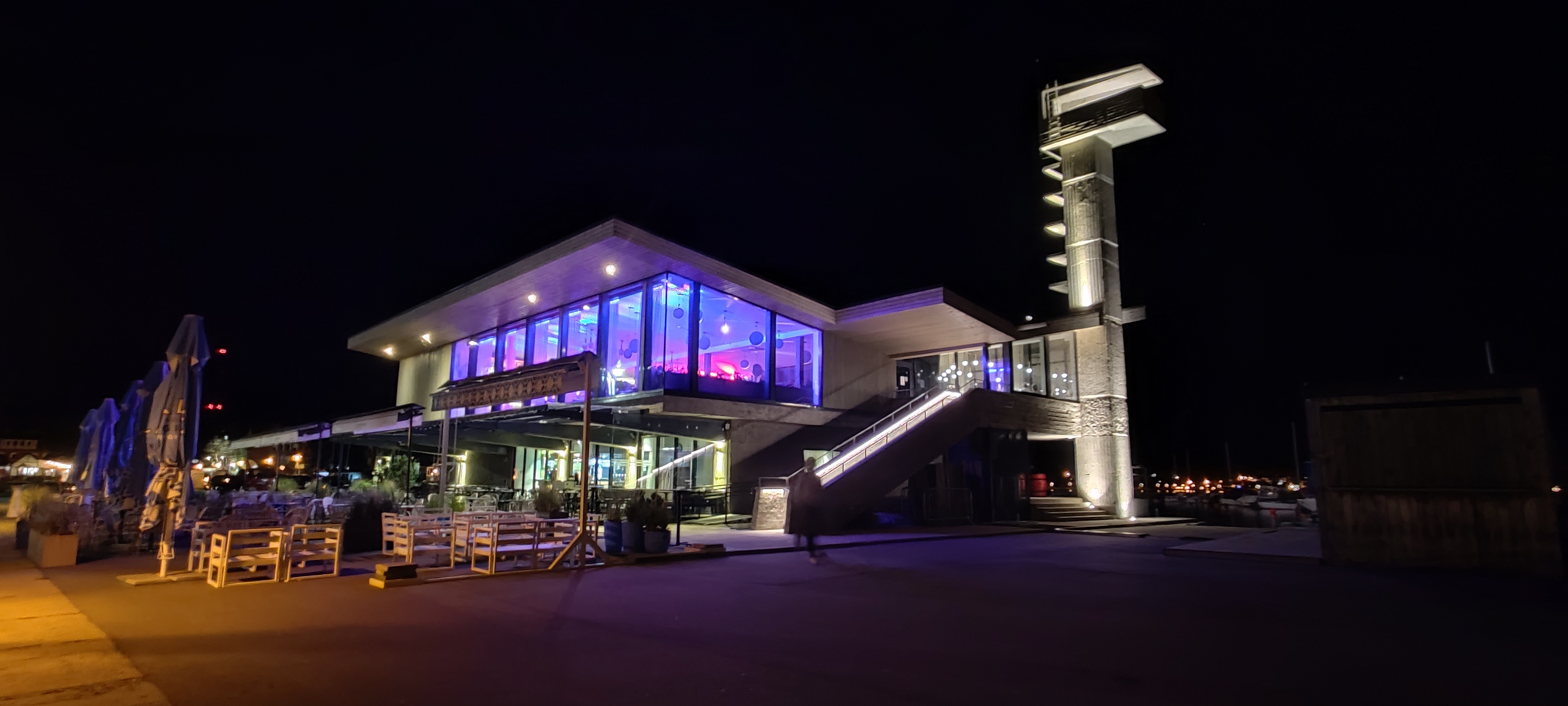
Infrastructure du port.
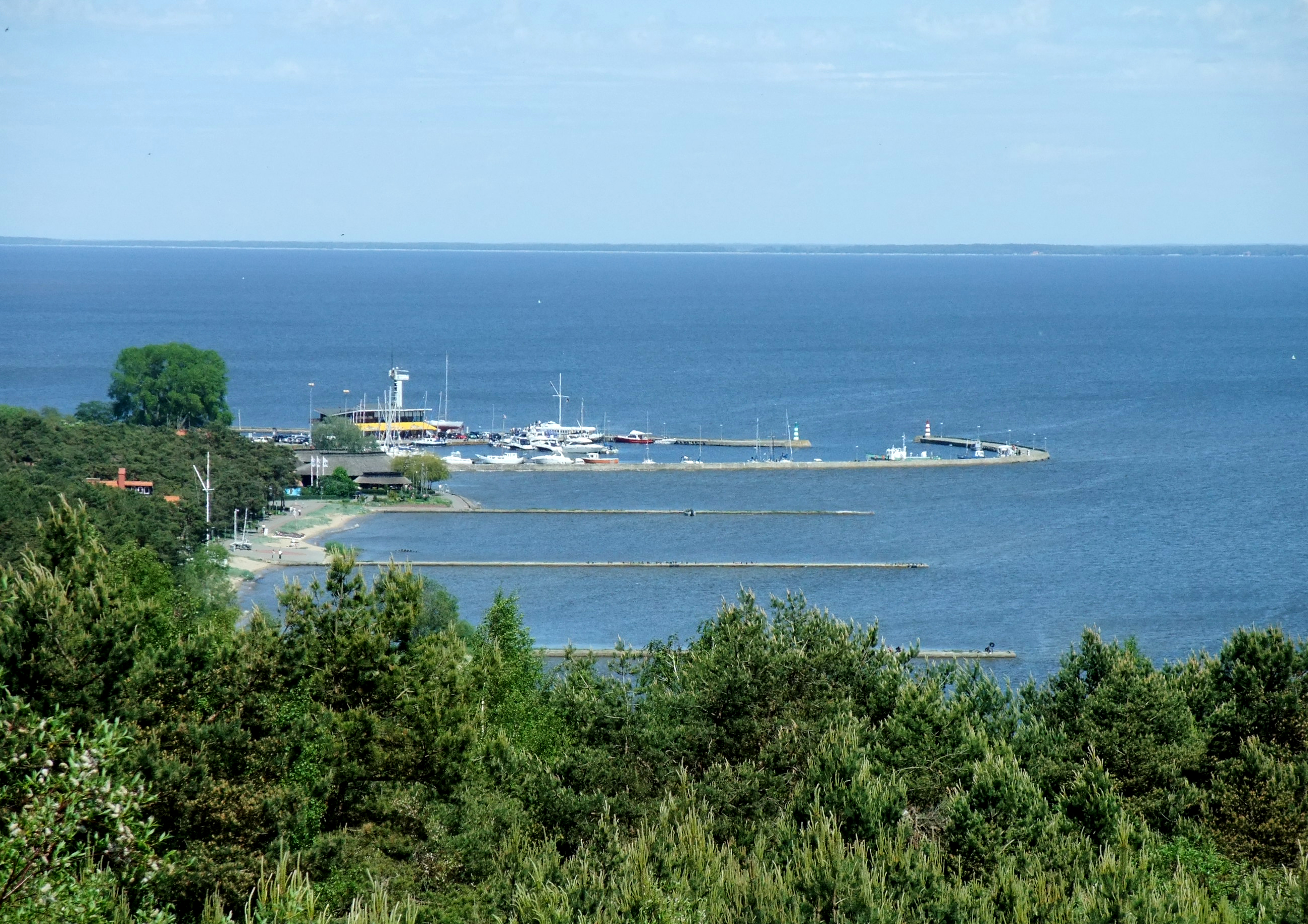
Vue générale.